# La Leçon d'allemand
Pour plus de détails, voir Fiche technique et Distribution.
La Leçon d'allemand est un drame historique allemand réalisé par Christian Schwochow et sorti en 2019.

## Synopsis
Siggi est en prison pendant la période d'après-guerre et chargé d'écrire un essai. Il se souvient que son père était censé interdire son métier à un ami qui était peintre et que Siggi devait l'aider, mais il s'est rebellé.

## Fiche technique
- Titre original : Deutschstunde
- Réalisation : Christian Schwochow
- Scénario : Heide Schwochow, d'après l'œuvre de Siegfried Lenz
- Musique : Lorenz Dangel
- Décors :
- Costumes : Frauke Firl
- Photographie : Frank Lamm
- Montage : Jens Klüber
- Producteur : Ulf Israel
- Sociétés de production : Wild Bunch, Network Movie Film et ZDF
- Société de distribution : Wild Bunch
- Pays de production :  Allemagne
- Langue originale : allemand
- Format : couleur — 2,35:1
- Genre : Drame historique
- Durée : 125 minutes
- Dates de sortie :
  - Allemagne : 
    - 28 septembre 2019 (Hambourg)
    - 3 octobre 2019 (en salles)

  - Suisse : 2 octobre 2019 (Zurich)
  - France : 12 janvier 2022

## Acteurs principaux
- Ulrich Noethen : Jens Ole Jepsen
- Tobias Moretti : Max Ludwig Nansen
- Levi Eisenblätter : Siggi Jepsen
- Johanna Wokalek : Ditte Nansen
- Sonja Richter : Gudrun Jepsen
- Maria-Victoria Dragus : Hilke Jepsen
- Louis Hofmann : Klaas Jepsen
- Mette Lysdahl : Hilde Isenbüttel